# N°74 ST
La N°74 ST, chiamata colloquialmente sticky bomb (bomba appiccicosa) era una granata a mano anticarro sviluppata dall'esercito inglese nel 1940.

## Storia
Con un peso di poco più di un chilogrammo (1,02 kg) e una lunghezza di 241 mm, fu adottata dalle forze armate britanniche come arma anticarro. La granata era composta da un contenitore in vetro contenente 566,4 g di nitroglicerina avvolto da un sacchetto di lana imbevuto di alcune sostanze adesive. Durante gli spostamenti si utilizzavano due semigusci di lamiera come ulteriore protezione. Lo scoppio era provocato dalla rimozione di una spoletta.
Per come era stata concepita, la granata presentava l'inconveniente di essere terribilmente appiccicosa e rimaneva spesso attaccata alla mano del soldato lanciatore.
Il servizio attivo terminò nel 1944 e venne ritirata ufficialmente e definitivamente nel 1951 quando si cominciò ad usare per lo stesso scopo l'esplosivo al plastico.